# Museo del maiale
Il Museo del maiale è sito a Carpineto Sinello in provincia di Chieti.
Il museo è sito nei locali adiacenti al castello ducale in via Salita Castello ed è suddiviso in cinque sezioni disposte su tre livelli che occupano una superficie di circa 1000 m2:
1. chi è il maiale;
2. la storia del maiale nella cultura e nell'economia rurale italiane dall'epoca romana ai giorni nostri;
3. l'area didattica;
4. l'allevamento e il commercio dei suini nell'economia dell'italia centro-meridionale;
5. l'area salumiera abruzzese tra passato e presente.

Inoltre c'è un'area degustazioni ove è possibile acquistare dei prodotti suini, inoltre:
- una prima parte è corredata di video, immagini ove si possono vedere usi, tradizioni e culture alimentari sui suini in Italia ed all'estero;
- una seconda parte è di stampo etnografico e folkloristico ove presenta oggetti di contadini che allevano e lavorano la carne di maiale

Attualmente, causa interventi straordinari di messa in sicurezza, il museo del maiale è chiuso al pubblico